# Rosemarie Said Zahlan
Rosemarie Said Zahlan (arabisch روزماري سعيد زحلان, DMG Rawzimārī Saʿīd Zaḥlān; geboren 20. August 1937 in Kairo; gestorben 10. Mai 2006 in London) war eine palästinensisch-amerikanische Historikerin und Sachbuchautorin, die sich auf die Beziehungen zwischen den Golfstaaten und Palästina spezialisiert hatte. Neben ihren Büchern schrieb sie auch für die Financial Times, das Middle East Journal, das International Journal of Middle East Studies und die Encyclopaedia of Islam.

## Leben und Wirken

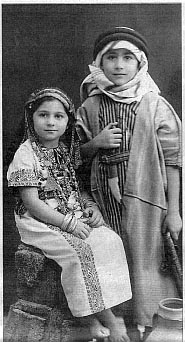
Rosemarie Said Zahlan (links) und Edward Said 1940

Rosemarie Said Zahlan, geborene Said, wurde 1937 nach einem Sohn als älteste von vier Schwestern in Kairo geboren. Ihre Mutter Hilda war eine aus Nazereth stammende Palästinenserin mit christlich-libanesischen Wurzeln, ihr Vater Wadie Said war ein wohlhabender palästinensischer Geschäftsmann christlichen Glaubens und US-Bürger. Sie erlebte eine privilegierte Kindheit in einer wohlhabenden, westlich geprägten Familie. Die Eltern förderten ihr musikalisches Talent und ermutigten sie zu einem Studium der Musikwissenschaften, das sie am Frauen-College Bryn Mawr in Pennsylvania (USA) abschloss. Seit einem Autounfall, bei dem sie sich mehrere Wirbel brach, musste sie das Klavierspielen aufgeben. Nach ihrem Studium in den USA kehrte Said in den Nahen Osten zurück, lebte anfangs in Kairo, danach in Beirut, wo sie Kulturgeschichte und Musik an der Amerikanischen Universität Beirut und am Frauen-College Beirut lehrte. Von Beirut wechselte sie nach London, um an der School of Oriental and African Studies zu promovieren. 1968 veröffentlichte sie ihre Dissertationsschrift über den Geschichtspionier George Baldwin und die britischen Interessen in Ägypten 1775 bis 1798.
Said Zahlans palästinensische Identität war ein zentraler Bestandteil ihres Lebens. Sie wurde von klein auf mit den Erfahrungen von Cousins, Tanten und Freunden konfrontiert, die 1948 auf der Flucht waren, und wurde später eine der führenden Historikerinnen der Golfstaaten. Sie war Autorin des ersten Berichts der Reformbewegung von 1938 in Dubai, und neben Büchern über Katar und die Ursprünge der Vereinigten Arabischen Emirate forschte und schrieb sie intensiv über die Verbindung zwischen den Golfstaaten und Palästina.
Rosemarie Said Zahlan war mit Tony Zahlan, einem palästinensischen Physiker und Wissenschaftler aus Haifa, verheiratet. Gemeinsam gründeten und arbeiteten sie für das Gaza Library Project zur Lieferung von Büchern nach Palästina. Said Zahlan war auch Schirmherrin der Palästinensischen Solidaritätskampagne in Großbritannien, und laut Times drehte sich ihre „anhaltende Sorge ihr ganzes Leben lang um Palästina und das Leiden des palästinensischen Volkes“.
Sie war die Schwester des Literaturkritikers Edward Said, der 1999 gemeinsam mit Daniel Barenboim und Bernd Kauffmann das palästinensisch-israelische Symphonieorchester West-Eastern Divan gegründet hatte.
Said Zahlan starb im Mai 2006 im Alter von 68 Jahren.

## Publikationen
- George Baldwin and British interests in Egypt 1775 to 1798. Dissertation, University of London, School of Oriental and African Studies, London, 1968.
- The creation of Qatar. Barnes and Noble, London / New York 1969, ISBN 0-06-497965-2
- The origins of the United Arab Emirates. A political and social history of the Trucial States. Macmillan, London 1978, ISBN 0-333-24109-6
- Making of the Modern Gulf States. Kuwait, Bahrain, Qatar, United Arab Emerates, Oman. Garnet, 1998, ISBN 0-86372-229-6
- Palestine and the Gulf States. The presence at the table. Routledge, New York 2009, ISBN 978-0-415-80496-7
- A.B. Zahlan, Rosemarie Said Zahlan: Technology transfer and change in the Arab world. The proceedings of a seminar of the United Nations Economic Commission for Western Asia. Pergamon Press, Oxford / New York 1978, ISBN 0-08-022435-0